# Michaił Gierasimow (poeta)
Michaił Gierasimow, ros. Михаил Прокофьевич Герасимов (ur. 30 września?/12 października 1889, zm. 1937 (?)) – rosyjski i radziecki poeta.

## Życiorys
Michaił Gierasimow urodził się 12 października 1889 roku w okolicach Bugurusłan, pochodził z rodziny robotniczej. Do partii komunistycznej należał od 1905 roku, za działalność rewolucyjną był represjonowany. W 1907 roku wyemigrował do Belgii, a potem Francji. W 1914 roku wstąpił ochotniczo do francuskiej armii, ale w 1915 roku został jako antywojenny agitator usunięty z wojska i deportowany do Rosji. Po rewolucji październikowej został wybrany przewodniczącym samarskiej rady żołnierskiej. Następnie był deputowanym, walczył w wojnie domowej.
Pierwsze teksty pisał od 1913 roku, publikował je w bolszewickich broszurach „Proletariat” i „Prawda”. W 1914 i 1917 roku Gorki wydał kilka jego prac w „Zebraniu pisarzy proletariackich”. W rewolucyjnej Rosji znalazł się we władzach instytucji literackich, m.in. w 1918 roku został przewodniczącym samarskiego Proletkulta, a dwa lata później został jednym z założycieli moskiewskiej grupy literackiej „Kuznica”. W latach 20., z powodu odrzucenia NEP-u, przeżył ideologiczny i twórczy kryzys, który w 1921 roku zakończył się opuszczeniem partii komunistycznej, co opisał w poemacie „Czarna piana” i innych. W późniejszych tomikach pojawiły się motywy afirmacji życia. W związku z podważaniem kultu jednostki w czasach stalinizmu został rozstrzelany. Pośmiertnie zrehabilitowany.

## Twórczość
Tomiki poezji
- Вешние зовы (1917)
- Wiosna (1919)
- Żelazne kwiaty (1919)
- Elektryfikacja (1922)
- Земное сияние (1927)
- Wesoła rano (1928)
- Do konkursu! (1930)

Poematy
- Mona Lisa (1918)

Opowiadania
- Kwiaty pod ogniem (1919)